# ジャン＝フランソワ・ルーベル

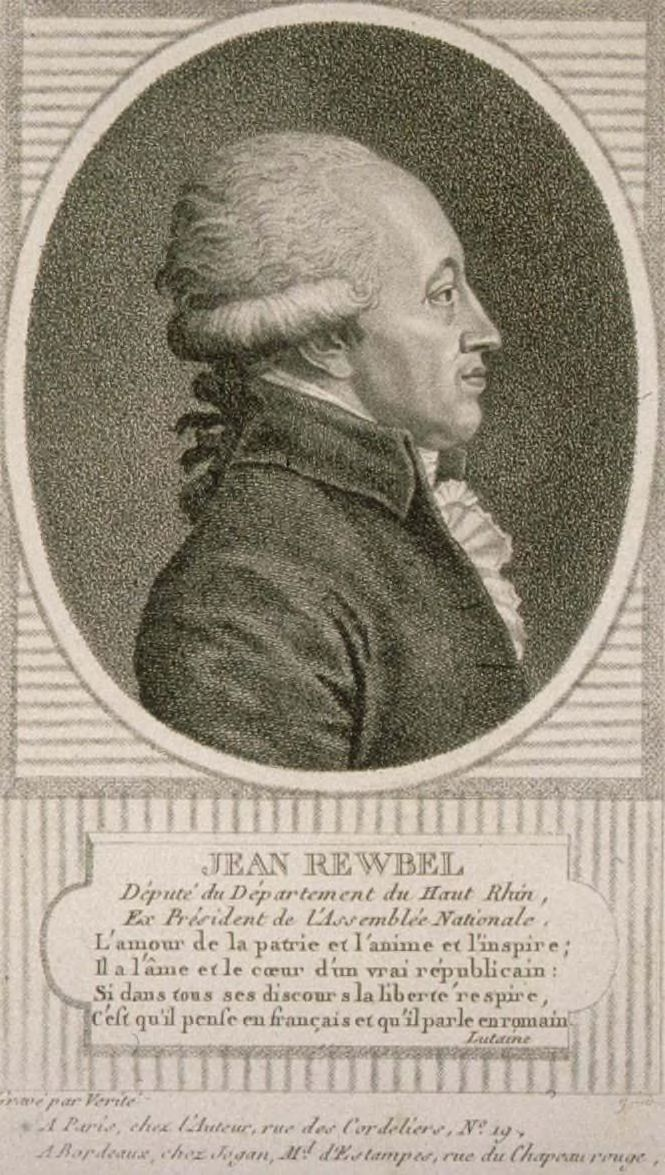
ジャン＝フランソワ・ルーベル

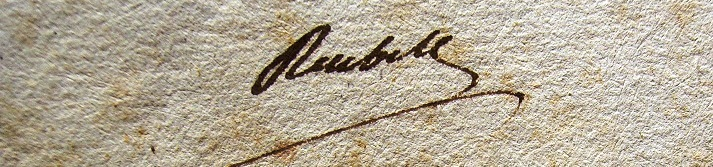
ルーベルのサイン

ジャン＝フランソワ・ルーベル(フランス語: Jean-François Reubell(Rewbell)、1747年10月6日 – 1807年11月24日)は、フランスの弁護士、外交官、政治家。

## 革命期
1747年10月6日、ルーベルはコルマール（現オー＝ラン県県庁所在地）に生まれた。弁護士となった彼は、コルマール＝セレスタ管轄区の第三身分として1789年の三部会に選出された。
憲法制定国民議会で行われたルーベルの演説は、彼の法律知識と耐乏生活が強く反映されたものであった。彼は聖職者民事基本法に賛成の立場を示したが、一方でユダヤ人に対する人権宣言には反対した。
ヴァレンヌ逃亡事件後の1791年7月、ジャコバン派を去りフイヤン派に加入した。立法議会やインハウスローヤーを経て、1792年、フランス第一共和政の国民公会に当選した。1794年12月6日から21日までの約2週間国民公会議長を務めている。

## 総裁政府以降
ルーベルはマクシミリアン・ロベスピエールによるジャコバン派独裁を終わらせたテルミドールのクーデターに参加した。その後再編された公安委員会及び保安委員会に加わった。1795年前半には、バタヴィア共和国との講和交渉をしていたエマニュエル＝ジョゼフ・シエイエスの後押しをしている。
1795年11月、総裁政府総裁に選出されたルーベルは総裁に就任、元老会にも加盟した。彼は議会から王党派を排除するためフリュクティドール18日のクーデターを引き起こし、成功した。ネーデルラント併合やスイス侵攻によるヘルヴェティア共和国樹立などにも関わったが、1799年の選挙で総裁の身を引き、後任にはシエイエスが就いた。ブリュメールのクーデターでナポレオン・ボナパルトが台頭するとルーベルは政界から完全に引退し、1807年11月24日にコルマールで死去した。